# Rosella (Giambattista Basile)
Rosella ist ein Märchen (AaTh 516C, 313). Es steht in Giambattista Basiles Sammlung Pentameron als neunte Erzählung des dritten Tages (III,9).

## Inhalt
Ein Sultan will in Prinzenblut baden, das laut Ärzten seinen Aussatz heilen soll. Seine Tochter Rosella lähmt ihre Mutter mit einem Zauberspruch auf Papier, das sie ihr in die Tasche steckt, und flieht mit dem Prinzen auf ein Schiff. Als man die Mutter entkleidet, erwacht sie und verfolgt das Paar unsichtbar. Rosella lässt sie vom Prinzen mit einem Zauberschwert erschlagen, der Sultan folgt ihr in den Tod. Doch ihr Fluch bewirkt, dass der Prinz daheim Rosella vergisst. Sie bezieht am Hof Quartier und narrt Freier mit einer nicht schließbaren Tür, einer nicht löschbaren Kerze und nicht kämmbarem Haar. Vom König zur Rede gestellt, enthüllt sie, was sie für den Prinzen getan hat, und sie heiraten.

## Bemerkungen
Rosella bedeutet wohl etwa „Röschen“. Die mediterrane Liebesnovelle geht offenbar auf Filenia in Francesco Bellos Sammlung Mambriano von 1509 zurück. Rudolf Schenda vergleicht noch Andrea da Barberinos Ritterroman I Reali di Francia von 1491, Kapitel 2 und zum Weiterleben in Sizilien Feledico und Epomata bei Gonzenbach, Nr. 55. Die Aussatzheilung durch Menschenblut stamme aus spätmittelalterlichen Exempla und sei durch die Legende Amicus und Amelius bekannt. Das Motiv ‚Held vergisst seine Braut‘ finde sich schon in Chrétien de Troyes’ Yvain aus dem 12. Jahrhundert (später Aues Iwein). Ähnlich ist auch Die schöne Magelone. Vgl. Grimms Märchen Nr. 51, 56, 65, 88, 113, 127, 186, 193. Für Walter Scherf bedeuten die abgeschlagenen Arme, dass die Mutter nicht mehr eingreifen kann. Das Foppen der Freier sei in Buchfassungen nicht, wohl aber in mündliche Überlieferung eingegangen.